# Bâtiment rural en pisé en Rhône-Alpes
Les constructions rurales en pisé, principalement les granges en pisé sont des constructions caractéristiques des régions de plaine et d'avant-pays de la région Auvergne-Rhône-Alpes , située dans le centre-est de la France.
Le pisé est un système constructif en terre crue tassée.
Dans de nombreux villages, les constructions en pisé sont majoritaires parmi l'habitat ancien». 

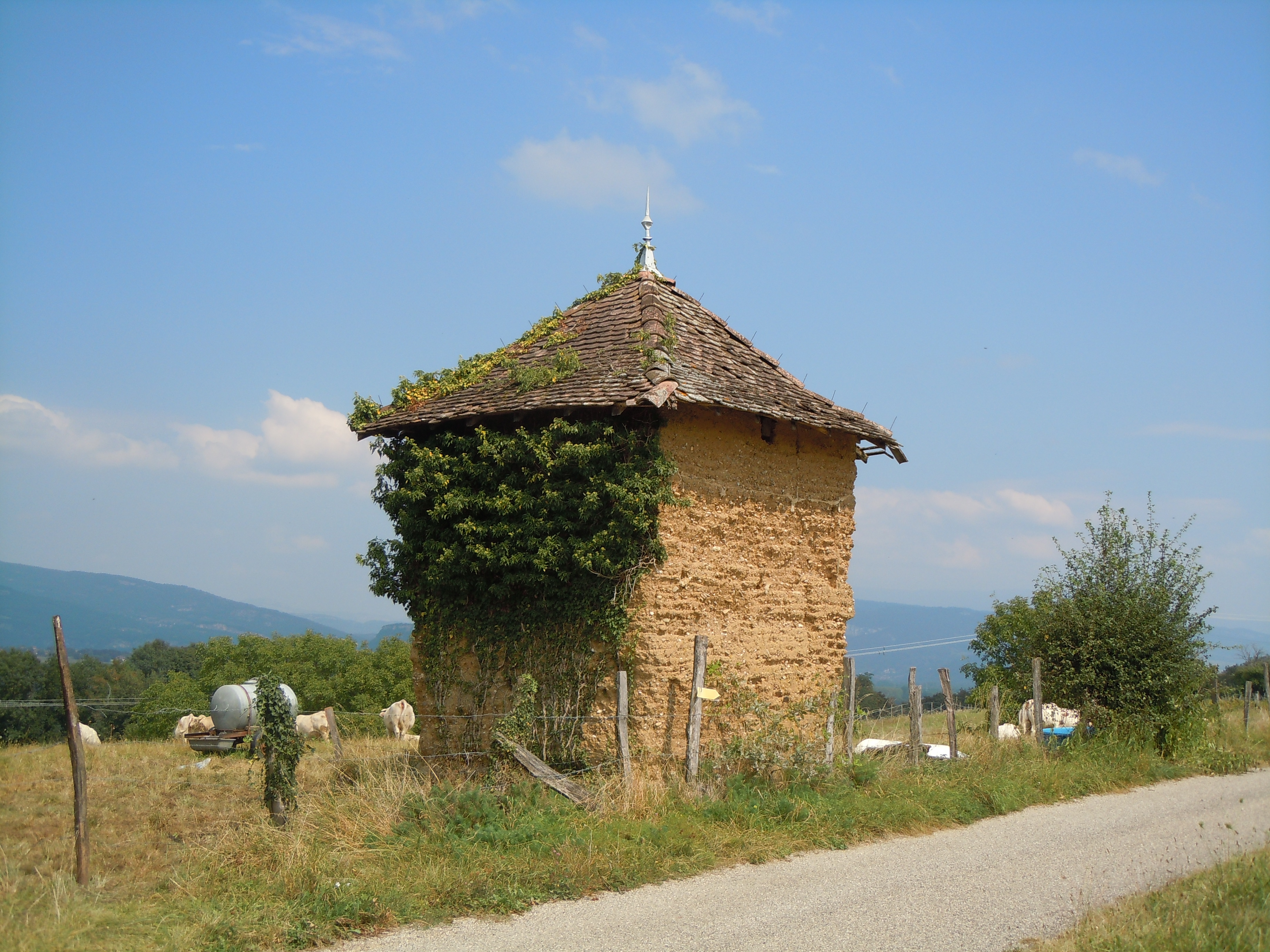
Grange en ruine à Granieu

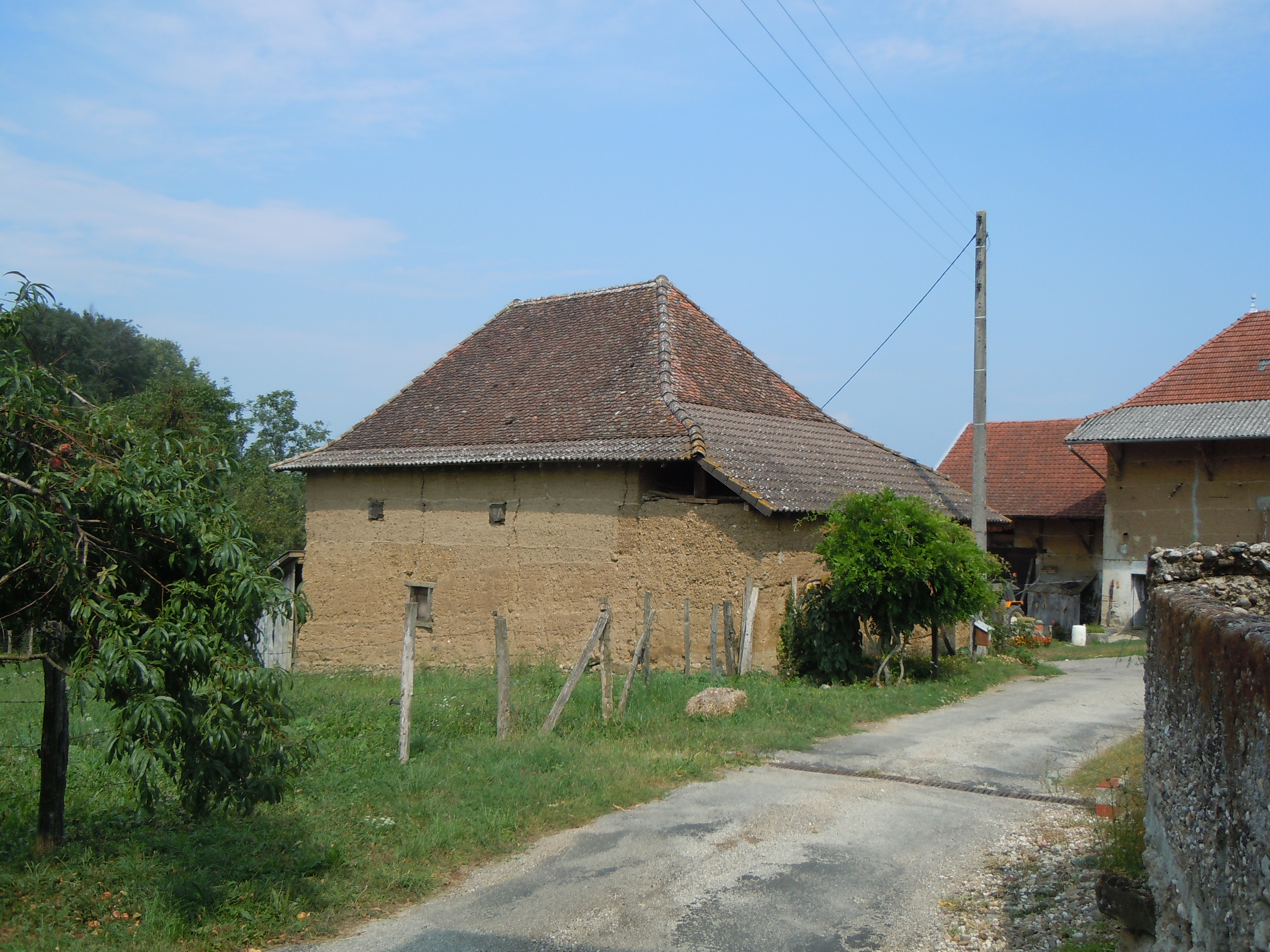
Ferme en pisé à Granieu en Isère

## Construction
En 1789, l'architecte François Cointeraux définit le pisé de la sorte : 

« Le pisé est un procédé d’après lequel on construit les maisons avec de la terre, sans la soutenir par aucune pièce de bois, et sans la mélanger de paille ni de bourre. Il consiste à battre, lit par lit, entre des planches, à l’épaisseur des murs ordinaires, de la terre préparée à cet effet. Ainsi battue, elle se lie, prend de la consistance et forme un mélange homogène qui peut être élevée à toutes les hauteurs données pour les habitations (…). »

Les caractéristiques d’une terre à pisé sont particulières, les meilleurs terres doivent se composer de :
- Gravier : 0 à 20 % ;
- Sable : 40 à 50 % ;
- Limon : 35 à 20 % ;
- Argile : 15 à 25 %.

Il faut au moins 15 % d'argile pour lier la terre, inversement si la terre est trop argileuse elle risque de couler.
La terre est versée et tassée entre des banches en bois. La terre est tassée à coups de « pisoir ». Les traces des joints entre banches restent visible après le démoulage. Les murs font au moins 40 cm d'épaisseur, les murs plus hauts sont plus épais : de 70 cm à 1 mètre d'épaisseur.
La couverture est en tuile, massive et pentue. Autrefois elles étaient en chaume. La toiture déborde largement de l'aplomb du mur de façon à protéger le pisé des intempéries.

## Histoire
Aux XVIIIe et XIXe siècles, sur l’ensemble du territoire français, des constructions aux murs monolithiques de terre se développent de façon considérable, et deviennent, depuis les Terres froides jusque dans l'Avant-Pays Savoyard et l'Ain, la technique dominante, marquant fortement le paysage. Cette tendance va s’inverser au XXe siècle, avec l’avènement de techniques et de matériaux nouveaux, en raison de l’exode rural et surtout depuis la disparition des modes de travaux communautaires
car la construction en pisé exigeait la mobilisation d’une très nombreuse main-d’œuvre. Le pisé, progressivement délaissé, disparaît après la seconde guerre mondiale.